# 猪又進と8人の喪女〜私の初めてもらってください〜
『猪又進と8人の喪女〜私の初めてもらってください〜』（いのまたすすむとはちにんのもじょ わたしのはじめてもらってください）は、関西テレビとBSフジの共同制作により、関西テレビにて2019年10月25日から12月13日まで金曜日の0時55分から1時25分（木曜深夜）に放送された日本のテレビドラマ。全8話。もてない女性「喪女」を題材とした小説連載をめぐり、編集者と若手女流作家のコンビが取材で出会う8人のタイプの異なる「喪女」と繰り広げるドタバタを1話完結で描いたコメディ。主演は本作が連続ドラマ初主演となる森田哲矢（さらば青春の光）で、全話の脚本監修も務める。
BSフジでは4K HDR版および2K版が2020年1月20日から3月9日まで月曜日の23時から23時30分に放送された。

## 製作
2018年12月に放送された『大阪環状線 -Part4 - ひと駅ごとのスマイル』（関西テレビ）第8話の今宮駅「引きずり女は福を呼ぶ」に森田がゲスト出演した際にスタッフたちと意気投合し、本作の企画がスタート。森田は本作の企画段階から携わり、主演に加えて全8話の脚本監修を務め、4人の脚本家が2話ずつ脚本を担当する。カンテレ本社の技術スタッフを中心として、4K HDRにて制作される。
新人作家のアカリ役は本作がコメディドラマ初出演となるモデル・女優の岡崎紗絵が演じて、変顔を披露するなど新境地に挑戦。各話に登場するタイプの異なる「喪女」たちはオーディションにて選出されたうらじぬの、未来、東野絢香、富山えり子、横内亜弓、辻凪子、畦田ひとみの個性派女優が演じ、第8話「好き避け喪女」の喪女役のみシークレットとされ、後日第7話中にて岡崎演じるアカリ自身であることが明かされた。
撮影は8月下旬から約1か月半にわたって大阪、京都、兵庫、和歌山など関西各地で行われ、10月3日に大阪府内にてクランクアップした。

## あらすじ
西大阪出版に勤務する猪又進は知財管理部から花形の文芸編集部へ異動となり、処女作が大ヒットして人気急上昇中のカリスマ若手女流作家・アカリの編集担当となる。次作としてSNSやインターネット上で話題となった、一度も彼氏ができたことがなく、男性が苦手なもてない女性「喪女」を題材に小説を連載することとなったアカリは、自身が天真爛漫で友人も多く派手な生活を送る美女であることから「喪女のことなんてわからない」として執筆を放棄。そんなアカリのため、猪又は小説のネタになるような「喪女」たちを探し始める。
アカリは猪俣とともに取材した喪女たちを題材に順調に連載の執筆を続け、猪俣は彼女たちが喪女になったトラウマを解消するものの、毎度フラれ続ける。やがてアカリの父が、猪俣がかつて編集担当を務め、猪俣を文芸編集部から知財管理部へと追いやった作家・白岩小五郎と判明。連載は最終回を迎え、アカリは自身が喪女だと打ち明け、自分がアカリの初恋相手でありアカリのトラウマとなっていると知った猪俣はその解消に奔走する。

## 登場人物

### 主要人物
猪又進〈38〉
演 - 森田哲矢（さらば青春の光）
西大阪出版 文芸編集部。アカリの編集担当。
担当の作家・白岩小五郎を怒らせて知財管理部に左遷され、13年ぶりに文芸編集部へ復帰した。
アカリ〈23〉
演 - 岡崎紗絵（幼少：東條幸愛）
カリスマ女流作家。脚本監修の森田によると「わがままと受け取られがち」だが、「周囲の目を気にせず、自分の思ったことをストレートに言える人」と位置付けられている。
京橋正樹〈26〉
演 - 納谷健
西大阪出版 文芸編集部。
寺田綾子〈24〉
演 - 小寺真理
西大阪出版 文芸編集部。
福島由秀〈46〉
演 - 森脇健児
西大阪出版 文芸編集部 編集長。
今宮剛志〈55〉
演 - 山本浩之
西大阪出版 専務取締役。元文芸編集部 編集長
西口
演 - 東ブクロ（さらば青春の光）
リサーチ会社社員。猪又に「喪女」を紹介する。

### ゲスト
第1話「超ネガティブ喪女」
黒木恵子〈30〉
演 - うらじぬの
西大阪出版 知財管理部。猪又の元同僚。
アカリの友人
真希
演 - 渋谷凪咲(NMB48)
聡美
演 - 星加莉佐
遼太
演 - 真栄田和之
駿平
演 - 内田竜成
店員
演 - 武田訓佳

第2話「サブカルイキり喪女」
灰原ゆり〈29〉
演 - 未来
サブカル書店員。
店員
演 - 淵上真如
作家
演 - 杉森大祐

第3話「生き物としゃべれる喪女」
神宮寺紫音〈25〉
演 - 東野絢香
生き物コミュニケーター。
小野田静恵
演 - 宮本時代
犬の飼い主。

第4話「決められない喪女」
楠間藍〈30〉
演 - 富山えり子
工場勤務。仕分け担当。
工場の上司
演 - 矢野勝也（矢野・兵動）
中村沙耶
演 - 峰松布美
藍の小学校時代からの親友。

第5話「完璧主義喪女」
茶川裕子〈30〉
演 - 横内亜弓
青果店 店主。
泥棒
演 - 石田剛太（ヨーロッパ企画）
女性ディレクター
演 - 谷元星奈（関西テレビ アナウンサー）

第6話「コスプレ喪女」
クロービー〈25〉
演 - 辻凪子
コスプレキャバクラのフーリガンメイドで、地下アイドルの魔法空手少女。
ファンのおじさん
演 - バイク川崎バイク
アイドル
演 - VIVAJO8

第7話「箱入り喪女」
紺之宮紅葉〈25〉
演 - 畦田ひとみ
老舗旅館の箱入り娘。女将見習い中。
紺之宮孝三郎
演 - 八田浩司
紅葉の父。
ラッパー
演 - SHUN、RYO、Toyotaka（Beat Buddy Boi）

第8話「好き避け喪女」
白岩八寿子
演 - 吉田哲子
アカリの母。
白岩小五郎
演 - 佐渡山順久
アカリの父。作家。
黒木恵子
演 - うらじぬの

## スタッフ
- 脚本 - 山田能龍、竹村武司、玉田真也、渡辺佑欣
- 脚本監修 - 森田哲矢（さらば青春の光）
- 主題歌 - Hump Back「恋をしよう」[24]
- オープニング曲 - おとぼけビ〜バ〜「呼ばんといて喪女」[25]
- タイトル - 上田尚都
- 音楽 - 池田善哉
- 演出 - 田中耕司、近藤匡、石田陽希、的場政行
- プロデューサー - 木村弥寿彦、脇田直樹
- 制作著作 - カンテレ、BSフジ

## 放送日程
| 放送回 | 放送日         | 放送日        | サブタイトル           | 脚本     | 演出     |
| 放送回 | カンテレ       | BSフジ        | サブタイトル           | 脚本     | 演出     |
| ------ | -------------- | ------------- | ---------------------- | -------- | -------- |
| 第1章  | 2019年10月25日 | 2020年1月20日 | 超ネガティブ喪女       | 玉田真也 | 田中耕司 |
| 第2章  | 11月01日       | 1月27日       | サブカルイキり喪女     | 玉田真也 | 近藤匡   |
| 第3章  | 11月08日       | 2月03日       | 生き物としゃべれる喪女 | 竹村武司 | 田中耕司 |
| 第4章  | 11月15日       | 2月10日       | 決められない喪女       | 山田能龍 | 的場政行 |
| 第5章  | 11月22日       | 2月17日       | 完璧主義喪女           | 渡辺佑欣 | 田中耕司 |
| 第6章  | 11月29日       | 2月24日       | コスプレ喪女           | 竹村武司 | 石田陽希 |
| 第7章  | 12月06日       | 3月02日       | 箱入り喪女             | 山田能龍 | 近藤匡   |
| 第8章  | 12月13日       | 3月09日       | 好き避け喪女           | 渡辺佑欣 | 田中耕司 |